# Skalmodell

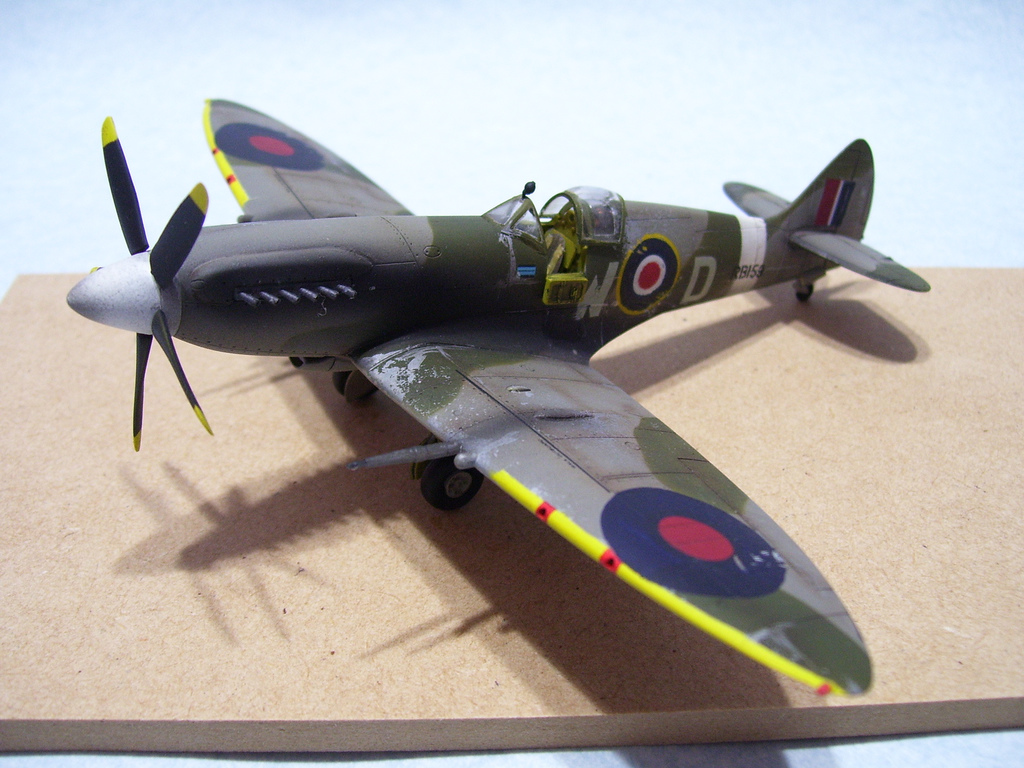
Flygplansmodell av stridsflygplanet Supermarine Spitfire i skala 1:72.

En skalmodell är en fysisk avbildning av ett verkligt eller tänkt objekt, som är tillverkad i en annan skala. Modellen kan antingen vara större eller mindre än originalobjektet. Storleksförhållandet uppges som bråkdel av originalets mått. I en modell i skalan 1:10 är alla mått en tiondel av originalets, medan till exempel en modell av en molekyl kan tillverkas i skala 10 000:1 för att göra molekylen synlig för blotta ögat. En sådan fysisk avbildning av ett verkligt eller tänkt motiv kan utföras som hobby, experiment eller beskrivning, då ofta med pedagogiskt presentations- eller annat förklarande syfte.

## Presentationsmodeller
Modeller kan byggas för att presentera en ny produkt (till exempel en bil) eller ett byggprojekt. De finns bland annat på museer.

## Vetenskapliga modeller

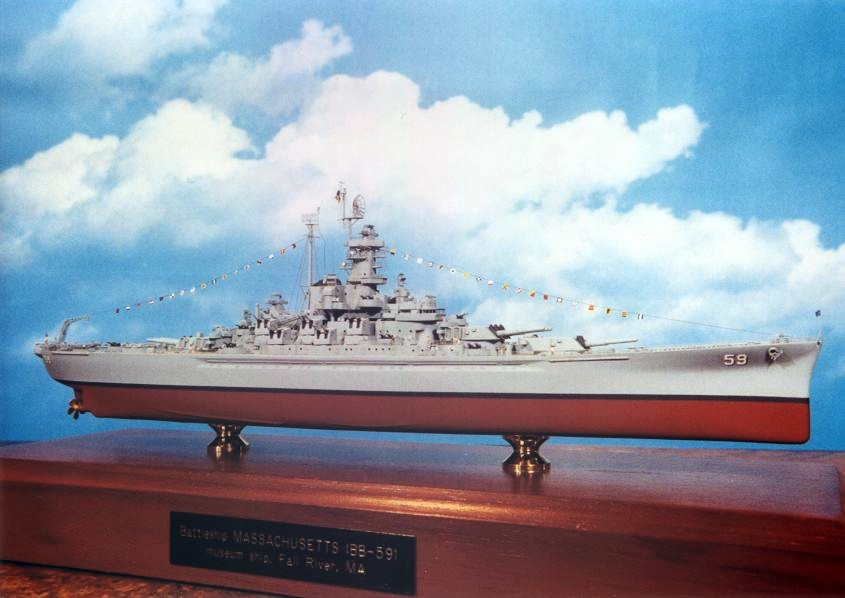
Skepp/fartygsmodell

### Modeller för experiment
Man kan också bygga modeller för att utföra experiment, till exempel en vindtunnel.

### Beskrivande modeller
I modeller av molekyler, atomer, atomkärnor, kvarkar, solsystemet eller hela universum är det oftast inte möjligt att visa alla delar i samma skala.

## Hobbymodeller

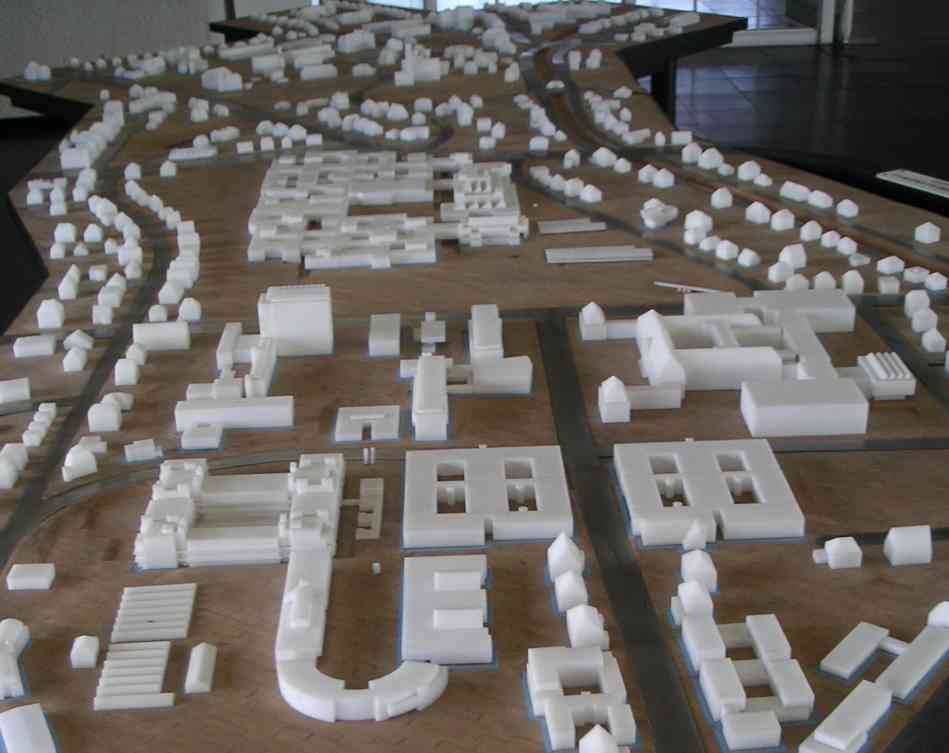
Stadsbyggnadsmodell.

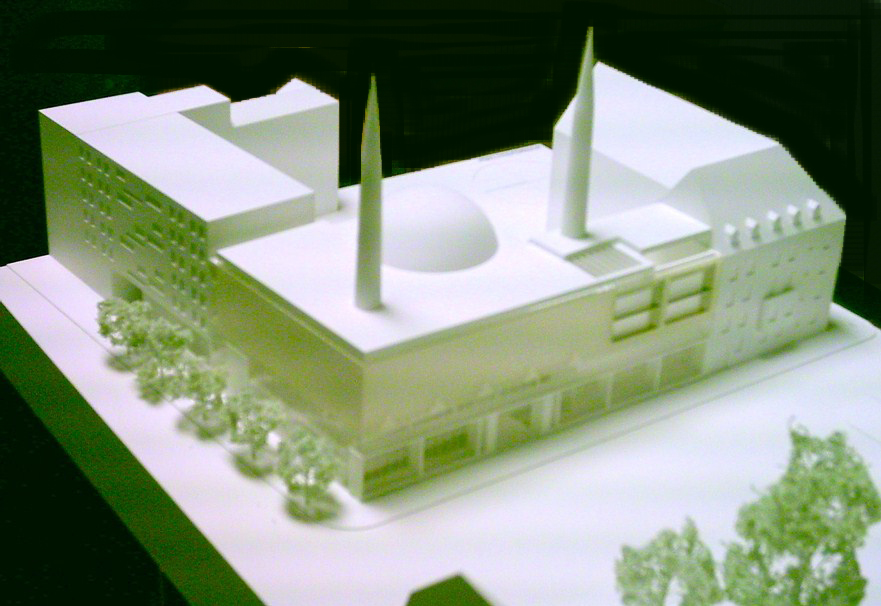
Arkitekturmodell.

Populära former av modellbygge som hobby är till exempel modelljärnväg, flaskskepp, bil- och flygplansmodeller och dockskåp. Utövare av sådan hobby kallas modellbyggare.